# Tivi Etok
Tivi Etok (né en 1928 à Qirnituarjuq, Nunavik, Québec, Canada) est un artiste, conteur, illustrateur et graveur inuit. En 1975, il est le premier graveur inuit à faire publier une collection de ses propres gravures. Il est désormais un Aîné.

## Biographie

### Jeunesse
Tivi Etok naît le 3 octobre 1928 dans le camp de Qirnituartuq, près de la communauté de Kangiqsualujjuaq, Québec, Canada. Sa mère se nomme Sarah et il a un frère, Joe Willie. La famille est originaire de la région de Tasiujaq, puis elle déménage dans les régions du fjord Nachvak dans les montagnes Torngat au Labrador et dans la région de la rivière Koroc du bassin versant de la baie d'Ungava au Québec.

### Carrière
Enfant, Etok commence à dessiner avec des bâtons dans le sable. Ses premiers dessins représentent des animaux et des villages, tandis que ses travaux ultérieurs se composent d'êtres surnaturels et d'illustrations de légendes. Après avoir assisté à un atelier d'impression à Puvirnituq, il apprend à gagner sa vie en tant que graveur dans les années 1970.
En 1967, il se lie d'amitié avec l' anthropologue Donat Savoie qui reste avec Etok et sa famille tout en faisant des recherches pour sa thèse de maîtrise. Le ménage comprend Etok, Sarah et Joe, ainsi que l'épouse d'Etok, Susie (née Baron; 1939–2006) de Koroc River, et des enfants, Minnie, Tomasi, Aatami et Charlie. L'amitié d'Etok et de Savoie se poursuit au fil des ans, même après que Savoie soit devenu un fonctionnaire du gouvernement.

### Statut d'Aîné
« Nos aînés nous disaient que notre avenir allait être dur et que la vie serait plus difficile. Leurs prédictions étaient très vraies. »

— Etok, 2007
Désormais considéré comme un aîné inuit, une biographie trilingue (inuktitut, anglais et français) de la vie d'Etok a été écrite par Jobie Weetaluktuk et publiée au Nunavik en 2008. L'année précédente, l'étude de 2007 de Scott Heyes intitulée Connaissances et perceptions inuites de l'interface terre-eau, explore les Kangiqsualujjuaq, et en particulier, leurs connaissances et leurs perceptions de leur environnement, parmi lesquels Etok, ainsi que trois générations de sa famille.

## Musées et collections publiques
- Agnes Etherington Art Centre
- Anchorage Museum[6]
- Carleton University Art Gallery
- McMichael Canadian Art Collection
- Mendel Art Gallery
- Musée de la civilisation[7]
- Musée des beaux-arts de Montréal
- Musée national des beaux-arts du Québec[8]

## Distinctions
- 2022 - Compagnon de l'Ordre des arts et des lettres du Québec[9].